# Губайдулин, Альберт Ринатович
Альберт Ринатович Губайдулин (7 октября 1966) — советский, таджикистанский и российский футболист, нападающий и полузащитник.

## Биография
Воспитанник душанбинского спортинтерната. В первенствах СССР выступал за дубль «Памира», «Сахалин» (Южно-Сахалинск), «Регар-ТадАЗ» (Турсунзаде). В 1992 году в составе «Регара» сыграл 18 матчей в первом независимом чемпионате Таджикистана. С 1993 года выступал в России за «Содовик» (Стерлитамак), сыграл 178 матчей во второй и третьей лиге России.
После окончания игровой карьеры работал в тренерском штабе «Содовика». В 2010-е годы возглавляет любительскую команду «Стерлитамак». В 2016 году привёл команду к победе в чемпионате и Суперкубке Башкортостана и был признан лучшим тренером чемпионата Башкортостана.

## Личная жизнь
Сын Артур (род. 1988) тоже стал футболистом, играл за команды первого и второго дивизиона России, по состоянию на 2017 год — игрок ФК «Стерлитамак».